# Funzione extra fiscale dei tributi
La funzione extra fiscale dei tributi corrisponde ad un’attività finanziaria dello Stato o degli enti pubblici che si propone finalità produttivistiche. Secondo la teoria causale delle entrate, il potere tributario è delimitato e circoscritto a scopi preordinati. Le agevolazioni fiscali rappresentano il mezzo con il quale la via tributaria viene adattata a fini extra fiscali. Il decreto Cura Italia, il decreto Liquidità, il decreto Rilancio e il decreto Agosto sono alcuni esempi degli interventi fiscali effettuati durante il periodo della pandemia di COVID-19 a livello italiano. 

## Descrizione

### La teoria causale delle entrate
La teoria causale delle entrate costituisce fondamento dell’indirizzo dottrinale della scuola di Pavia, Giacomo Griziotti. L’assunto da cui parte tale teoria risiede nella considerazione del potere tributario come potere delimitato e circoscritto agli scopi preordinati. La relazione causale tra imposizione tributaria e scopo sociale assume rilevanza giuridica, operando dunque, non solo come presupposto di legittimità della legge di imposta, ma altresì come condizione di validità della stessa. 
Il sistema tributario attuale svolge dunque duplice funzione: fiscale ed extrafiscale. In questi termini, i tributi contribuiscono da un lato al finanziamento dello stato; dall’altro alla realizzazione di finalità economiche e sociali di vario ordine: ridistributive, congiunturali o di sviluppo. A tal riguardo, la costituzione delinea un programma di trasformazione della vita economica e sociale, composto da una serie di obiettivi che legislatore e la politica sono tenuti a perseguire. 
Un ordinamento che intende continuamente realizzare nuovi diritti economico-sociali, volto verso il cambiamento, necessita di un aumento del prelievo fiscale. La voluta sinteticità delle disposizioni in materia tributaria, in tema di diritti sostanziai al potere di imposizione, è frutto della consapevolezza che, i tributi devono finanziare lo stato sociale ed interventista; e dunque sostenere fiscalmente la spesa necessaria per il raggiungimento dei fini perseguiti.
Qualsiasi tentativo di differenziare le due funzioni, fiscale ed extrafiscale, si risolverebbe in una complicazione della formula legislativa tributaria, e in conseguenti svantaggi pratici.

### Le agevolazioni fiscali
Le agevolazioni fiscali costituiscono “deroghe” a favore del contribuente, rispetto regole di determinazione ed applicazione dei tributi. Ciò che caratterizza tali misure risiede nel risparmio fiscale portato al contribuente. Le agevolazioni fiscali surrogano veri e propri finanziamenti pubblici, adattando la via tributaria a fini extra fiscali. 

## Agevolazioni fiscali COVID-19

### Il decreto Cura Italia
Il decreto legge 17 marzo 2020 n. 18, noto come "Cura Italia", ha previsto delle agevolazioni fiscali a favore di chi effettua erogazioni liberali. Se tali erogazioni, in denaro o natura, sono state effettuate da persone fisiche o enti non commerciali, spetta loro una detrazione del 30% sull’imposta lorda Irpef riguardante il reddito, fino ad un massimo di euro 30.000. Possono beneficiare della detrazione solo le erogazioni destinate in favore dello stato, delle regioni, enti locali, enti o istituzioni publiche. Altresì sono detraibili le donazioni effettuate verso fondazioni ed associazioni legalmente riconosciute senza scopo di lucro, finalizzate a finanziare gli interventi in materia di contenimento e gestione dell’emergenza epidemiologica da COVID-19.
Si ricorda che, il sistema tributario italiano prevede numerose agevolazioni fiscali a favore dei contribuenti che liberamente effettuano erogazioni liberali verso enti che svolgano attività di rilevanza sociale.

### Decreto Liquidità
Durante l’emergenza COVID-19, il Decreto-Legge 8 aprile 2020, n. 23, noto come "Decreto Liquidità", ha introdotto misure straordinarie per sostenere le imprese italiane in difficoltà, offrendo garanzie pubbliche agevolate per migliorare l’accesso al credito. Tra le disposizioni principali, il decreto ha facilitato l’accesso delle PMI italiane con meno di 500 dipendenti al Fondo Centrale di Garanzia, riducendo costi e requisiti burocratici fino alla fine del 2020. Le imprese beneficiarie possono ottenere prestiti fino a sei anni, con garanzie pubbliche su importi massimi variabili in funzione dei ricavi aziendali, della spesa salariale annua o del fabbisogno dichiarato per la copertura di spese operative e investimenti. Il Fondo di Garanzia può coprire fino al 90% del finanziamento, con una copertura piena (100%) per le operazioni di riassicurazione attraverso altri fondi di garanzia.
Misure specifiche hanno inoltre ampliato la portata degli aiuti per microimprese, professionisti e PMI con ricavi inferiori a 3,2 milioni di euro, le quali, autocertificando danni legati alla pandemia, hanno avuto la possibilità di richiedere finanziamenti fino a 25.000 euro con una garanzia pubblica totale. Le operazioni di rinegoziazione del debito sono state agevolate, purché i nuovi accordi includessero un credito aggiuntivo di almeno il 10% sul debito residuo.
Per le imprese di medie e grandi dimensioni, le garanzie sono state estese anche attraverso SACE (Servizi Assicurativi del Commercio Estero), destinando finanziamenti specifici per coprire costi del personale, investimenti e capitale circolante. Le garanzie SACE hanno condizioni e coperture proporzionate alla grandezza dell’impresa e ai relativi fatturati, con l’accesso riservato alle attività che, come previsto dalla normativa, operano prevalentemente in Italia. Anche le grandi imprese con un impatto rilevante sul tessuto produttivo, sull'occupazione e su settori strategici, come logistica e infrastrutture, hanno beneficiato di queste agevolazioni.
Infine, le condizioni introdotte per le imprese beneficiarie includono l’impegno a non distribuire dividendi per il 2020 e la necessità di mantenere i livelli occupazionali in accordo con i sindacati. I costi delle garanzie pubbliche sono stati fissati a livelli agevolati e sono rimasti inferiori a quelli di mercato per agevolare ulteriormente l'accesso al credito.                                                          

### Il decreto Rilancio
Il decreto legge 19 maggio 2020 n. 34, noto come "Decreto Rilancio", disciplina misure urgenti in materia di salute, sostegno al lavoro e all'economia, nonché di politiche sociali connesse all'emergenza epidemiologica da COVID-19. In tema di sanità il decreto-legge è finalizzato ad un rafforzamento del Servizio sanitario nazionale, specialmente per quanto attiene alle assunzioni di personale e all'aumento dei contratti di specializzazione medica.
Vengono incluse misure previste a sostegno del lavoro che riguardano la proroga degli ammortizzatori sociali e delle indennità spettanti ad alcune categorie di lavoratori; l'incremento di specifiche misure a sostegno della genitorialità; la semplificazione del contratto a termine; la promozione del lavoro agile; l'estensione del divieto di licenziamento collettivo e individuale. 
Sono disposte misure fiscali e di sostegno finanziario alle imprese, tra cui l'esenzione dal versamento del saldo IRAP 2019 e della prima rata dell'acconto dell'IRAP 2020; un credito d'imposta per gli interventi di adeguamento alle prescrizioni sanitarie; la definitiva soppressione delle c.d. clausole di salvaguardia e dei relativi aumenti IVA e accise; l'esonero, fino al 31 ottobre 2020, per gli esercizi di ristorazione, dal pagamento della tassa o del canone dovuti per l'occupazione di spazi ed aree pubbliche; il rifinanziamento del Fondo di garanzia per le PMI; il recepimento della nuova disciplina degli aiuti di Stato ed un contributo a fondo perduto ai soggetti esercenti attività d'impresa. 
Vengono sospesi, fino al 31 agosto 2020, i termini di versamento delle entrate derivanti da cartelle di pagamento, avvisi di accertamento, di addebito ed inoltre tutte le attività di notifica di nuove cartelle e degli altri atti di riscossione. Sono, sino alla predetta data, sospesi inoltre gli obblighi derivanti dai pignoramenti presso terzi effettuati prima dell’entrata in vigore del decreto su stipendi, salario o altre indennità relative al rapporto di lavoro o impiego, nonché a titolo di pensioni e trattamenti assimilati. Inoltre, fino al 31 agosto 2020, vengono interrotte le verifiche di inadempienza da parte delle Pubbliche Amministrazioni, da effettuarsi ai sensi dell’art. 48 bis del DPR 602/1973, prima di disporre pagamenti - a qualunque titolo - di importo superiore a cinquemila euro. 

### Il Decreto Agosto
Il decreto legge 14 agosto 2020, n. 104, noto come "Decreto Agosto" e contenente misure urgenti per il sostegno e il rilancio dell'economia, è un provvedimento attuato dal governo italiano nel 2020 per aiutare le persone e le aziende a far fronte alla crisi dovuta all'epidemia da COVID-19. 
Questo decreto ha introdotto una serie di misure economiche, agevolazioni fiscali e misure straordinarie, che vanno oltre le solite politiche attuate, volte a sostenere i soggetti colpiti e indeboliti dal generale aggravio fiscale di quel periodo.

#### Misure di extrafiscalità presenti nel decreto
Come già sappiamo, quando parliamo di extrafiscalità ci riferiamo a misure che non riguardano direttamente le tasse in modo tradizionale, ma che comunque hanno un impatto sulle finanze.
Tra le tante misure di extrafiscalità presenti nel Decreto Agosto, possiamo sottolinearne alcune più importanti: 
1. Sospensione dei versamenti fiscali: al fine di agevolare alcune specifiche categorie di contribuenti maggiormente colpite dalla crisi portata dall'epidemia, come lavoratori autonomi e piccole imprese, il decreto ha previsto per questi soggetti la possibilità di rinviare il pagamento di alcune imposte, tra le quali l'IRPEF, l'IVA e i contributi previdenziali, per un periodo di tempo.
2. Contributi a fondo perduto: sono stati previsti aiuti economici a fondo perduto per le attività che avevano perso un'ingente quantità di denaro a causa della pandemia. Particolarità, per l'appunto, di questi contributi è che non dovevano essere restituiti, offrendo così un sostegno immediato.
3. Rinvio delle scadenze fiscali: le scadenze per presentare le dichiarazioni fiscali e per i pagamenti sono state posticipate, così da garantire ai cittadini e alle imprese una migliore gestione finanziaria.
4. Sgravi fiscali e riduzioni: al fine di incentivare la ripresa economica e sostenere i soggetti in difficoltà, sono stati previsti degli sconti su alcune tasse, in particolare per le piccole e medie imprese.
5. Misure di supporto per il lavoro: al fine di tutelare i posti di lavoro sono state scelte alcune misure, come l'estensione della cassa integrazione o vari incentivi per l'assunzione di nuovi lavoratori, contribuendo così a sostenere l'occupazione, aiutare le persone a non perdere il proprio lavoro, ma neanche a sovrastare di tasse il datore.

#### Impatto dell'extrafiscalità sull'economia
In sintesi, l'obbiettivo del Decreto Agosto è stato quello di dare un aiuto concreto a chi si trovava in difficoltà, sia cittadini che imprese, non per loro inerzia ma per motivi ben più gravi, facilitando il pagamento delle tasse e fornendo supporto finanziario immediato, diretto e a lungo termine. L'insieme di queste azioni ha consentito una maggiore liquidità ai soggetti colpiti nel breve termine e ha stabilizzato il mercato del lavoro, contribuendo così ad una più rapida ripresa del paese da questa forte crisi economica. Le esigenze che sono emerse in un momento di difficoltà sono state attenuate da un approccio flessibile e adattivo alla situazione. La risposta del Governo rispecchia uno degli articoli fondamentali della nostra Carta Costituzionale, il numero 4, che al primo comma afferma che "la Repubblica riconosce a tutti i cittadini il diritto al lavoro e promuove le condizioni che rendano effettivo questo diritto (...)".